# Kältewelle in Europa Januar 2017
Die Kältewelle in Europa Januar 2017 war ein Kälteeinbruch während des Winters 2016/2017, der beginnend in der ersten Januarwoche in weiten Teilen Europas und angrenzenden Räumen für  tiefe Fröste und darüber hinaus für schwere Schneestürme und Schneefälle sorgte.
Die Kälte forderte europaweit über 100 Opfer, folgenreichstes Einzelereignis war das Lawinenunglück in Farindola (Rigopiano) am 18. des Monats mit 29 Opfern; im Sommerhalbjahr gab es in Süd- und Mitteleuropa eine markante Häufung von Hitze- und entsprechenden Folgeereignissen, siehe Hitze und Unwetter in Europa 2017.

## Meteorologische Grundlagen

### Verlauf und Synopse
Vom 3. bis 6. Januar zog Orkan Axel, ein schwerer Wintersturm, über Nordmitteleuropa. In dessen Folge kam es zu einem intensiven Einbruch polarer Kaltluft, die im Sog des Orkans bis Kleinasien vorstieß. Die Luftmassen wurden direkt vom Nordpol bis in den Mittelmeerraum verfrachtet. Dann bildete sich ein stabiles Mitteleuropahoch, Angelika genannt. Die Kältewelle begann mit intensivem Schneefall, der besonders in Südosteuropa mit dem abziehenden Orkan zu schweren Schneestürmen führte. In ihrer Hochphase erstreckte sich die Kälte mit Frost vom nordafrikanischen Maghreb und unter −20 °C im ganzen Osten Mitteleuropas bis nach Sibirien.
Zu Ende ging diese Phase mit dem Sturm Egon, der vom 12. bis 15. Januar Nordmitteleuropa überquerte. Zuletzt hielt sich die Kälte am Zentralbalkan.
Mit dem Durchzug atlantischer Fronten und einem Einbruch feuchter Polarluft kam es am dritten Januarwochenende wieder zu umfangreichen Schneefällen. Das folgende Hoch Brigitta (Folgebereiche wurde Christa und Doris genannt) brachte neuerlich Kälte. Zusammen mit zwei Mittelmeertiefs (das erste Finjas, das zweite unbenannt) herrschten über Zentraleuropa intensive Nordostwinde, die als Bise im Schweizer Jura bis über 140 km/h erreichten. Die Minusgrade stießen bis in den nordafrikanischen Magreb vor, mit Schnee bis in die Niederungen auf Mallorca wie auch kräftigem Schneefall im Atlasgebirge. Die beiden Mittelmeertiefs lagen mehrere Tage lagestabil, was auf ihrer Vorderseite zu großen Niederschlagsmengen in Süd- und Mittelitalien, auf Sardinien und Korsika führte, mit bis über 2 Meter Schnee im Apennin, und auch noch auf den Balearen und an der spanischen Ostküste.
In der vierten Januarwoche herrschten in Europa mit Hoch Christa über Mittel- bis Zentralosteuropa und Doris über Nordosteuropa und einem Kaltlufttropfen über Frankreich durch Winde aus verschiedenen Richtungen und Hochnebel kleinräumig starke Temperaturunterschiede von bis zu 15 °C, teils frühlingshaft mild, teils noch mit kräftigem Frost. Erst gegen Ende des Monats brachten massivere Atlantiktiefs (Gordon, Inbeom, Jürgen) auch in Zentraleuropa eine Wetterumstellung, Dabei kam es verbreitet zu schwerem Eisregen, auf den britischen Inseln war die Wende Januar/Februar das Maximum der Kältewelle. Die Kaltluft hielt sich im Raum des Schwarzen Meeres noch bis in die ersten Februartage, ein Tropfen dieser Luftmassen wanderte über Anatolien bis Arabien, was dort zu noch nie vorher gemessenen Tiefstwerten führte.
|  |  |  | Erste Phase (Karten 1.–7. Jan.): Tief Axel und Einbruch polarer Kaltluft von Norden (unter −30 °C von Moskau ostwärts); stärkerer Schneefall in Nordnorwegen, am Baltikum, im Nordstau der Gebirge, in Süditalien und den Ostküsten von Adria und Ägäis; trockene Kälte im Südstau der Alpen und im pannonischen Raum, in Spanien, Südfrankreich. |
|  |  |  | Zweite Phase (Karten 8.–14. Jan.): Abzug von Hoch Angelika nach Osten und Tiefs Dieter/Egon über dem Nordwesten Europas mit atlantischen Fronten: Vorstoß der Warmluft mit abnorm milden Wetter im Weißmeerraum; extreme Kälte besonders am Südwestbalkan (> −9 °C unter dem langjährigen Mittel), −25 °C auch in Höhenlagen der Karpaten und Sudeten in der Slowakei, Polen und Rumänien; stärkerer Schneefall in Südnorwegen, den Alpen, an der spanischen Nordküste und der östlichen oberen Adria. |
|  |  |  | Dritte Phase (Karten 15.–21. Jan.): Hoch Brigitta über Zentraleuropa und Mittelmeertiefs Finjas, N.N.: Vorstoß der Kaltluft nach Südwesteuropa; stärkerer Schneefall am adriatischen Apennin, aber auch in Westnorwegen, im Baskenland, an der spanischen Ostküste, am Atlas, in Inselitalien, Ostgriechenland, sonst trockene Kälte insbesondere in Nordfrankreich, den Westalpen und Karpaten. |
|  |  |  | Vierte Phase (Karten 22.–28. Jan.): Zunehmender Einfluss atlantischer Tiefs (Gordon) in Westeuropa, Kaltluftmassen (Christa, Doris) im östlichen Europa, Tieflagen (unbenannt) im Mittelmeerraum; Kälte vom Alpenraum über den Balkan bis Russland. |
|  |  |  | Fünfte Phase (Karten 29. Jan.–4. Feb.): Tiefs im Atlantikraum bis Zentralosteuropa, Kaltluft (abziehendes Hoch Doris) im Schwarzmeerraum bis Arabien, Hoch Erika über den Weißmeerraum: Sprunghafte Temperaturverteilungen über ganz Europa |

### Jährlichkeit und klimatologische Zusammenhänge

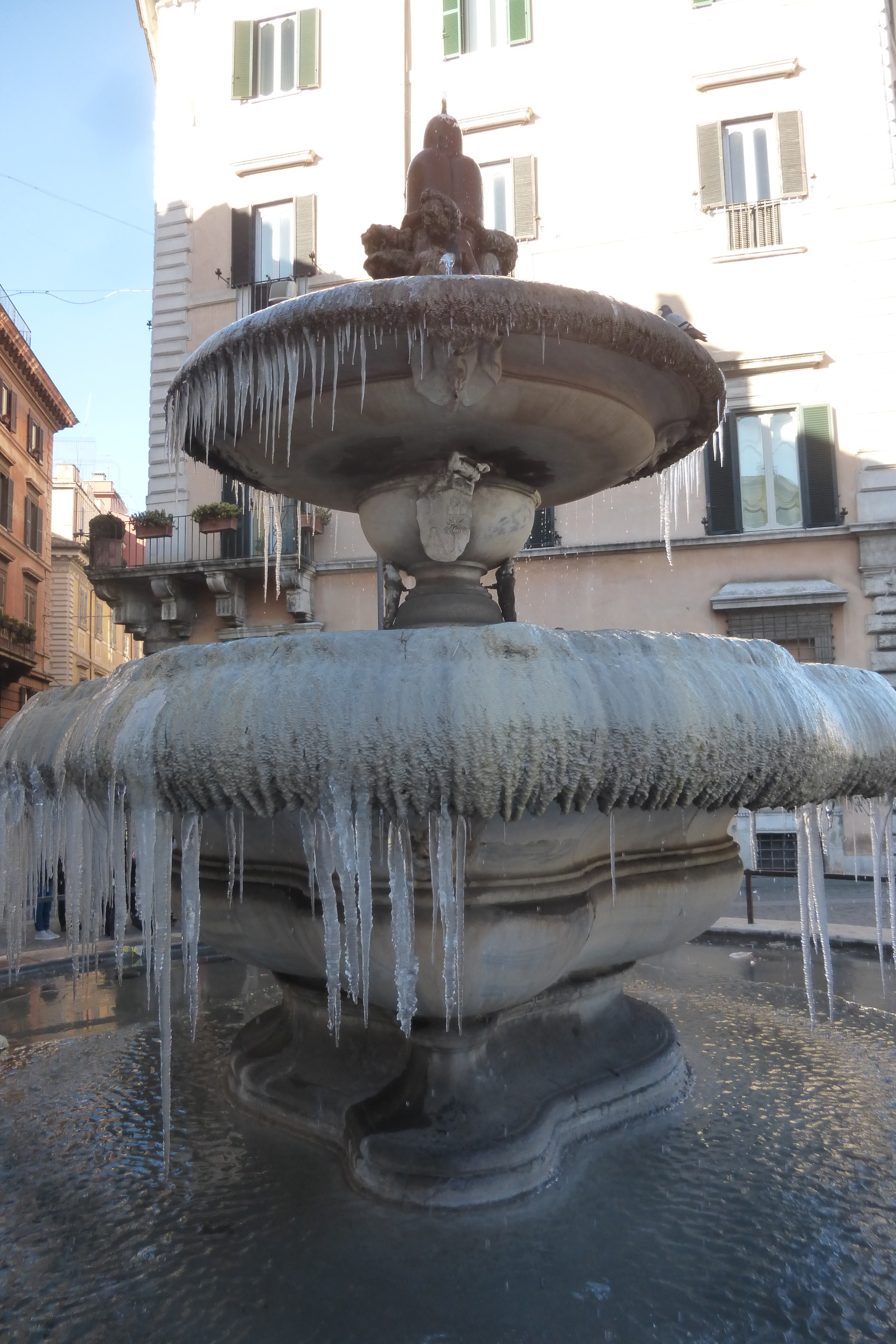
Vereister Brunnen in Rom, 7. Jan.
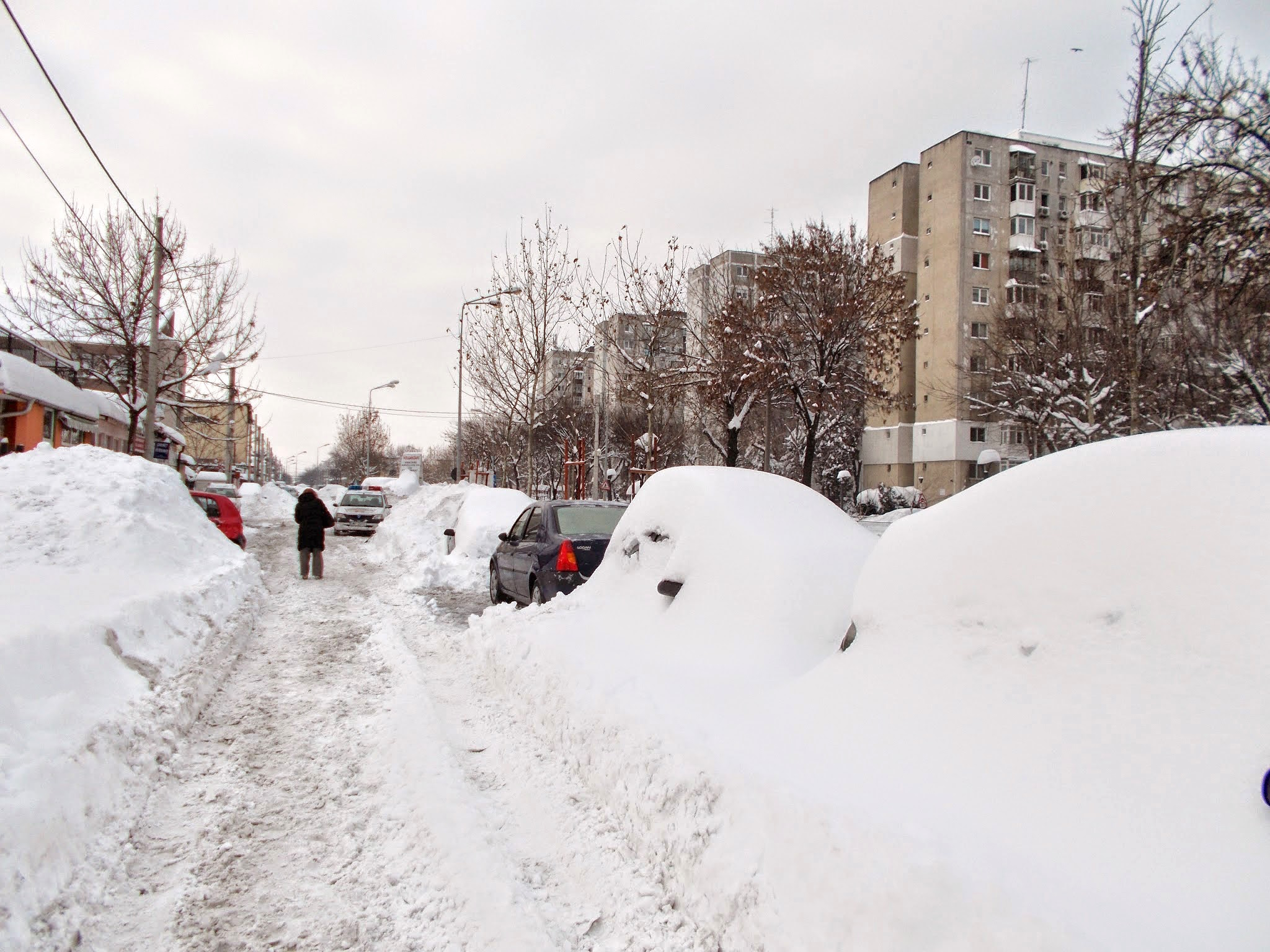
Bukarest, Rumänien, 11. Jan.
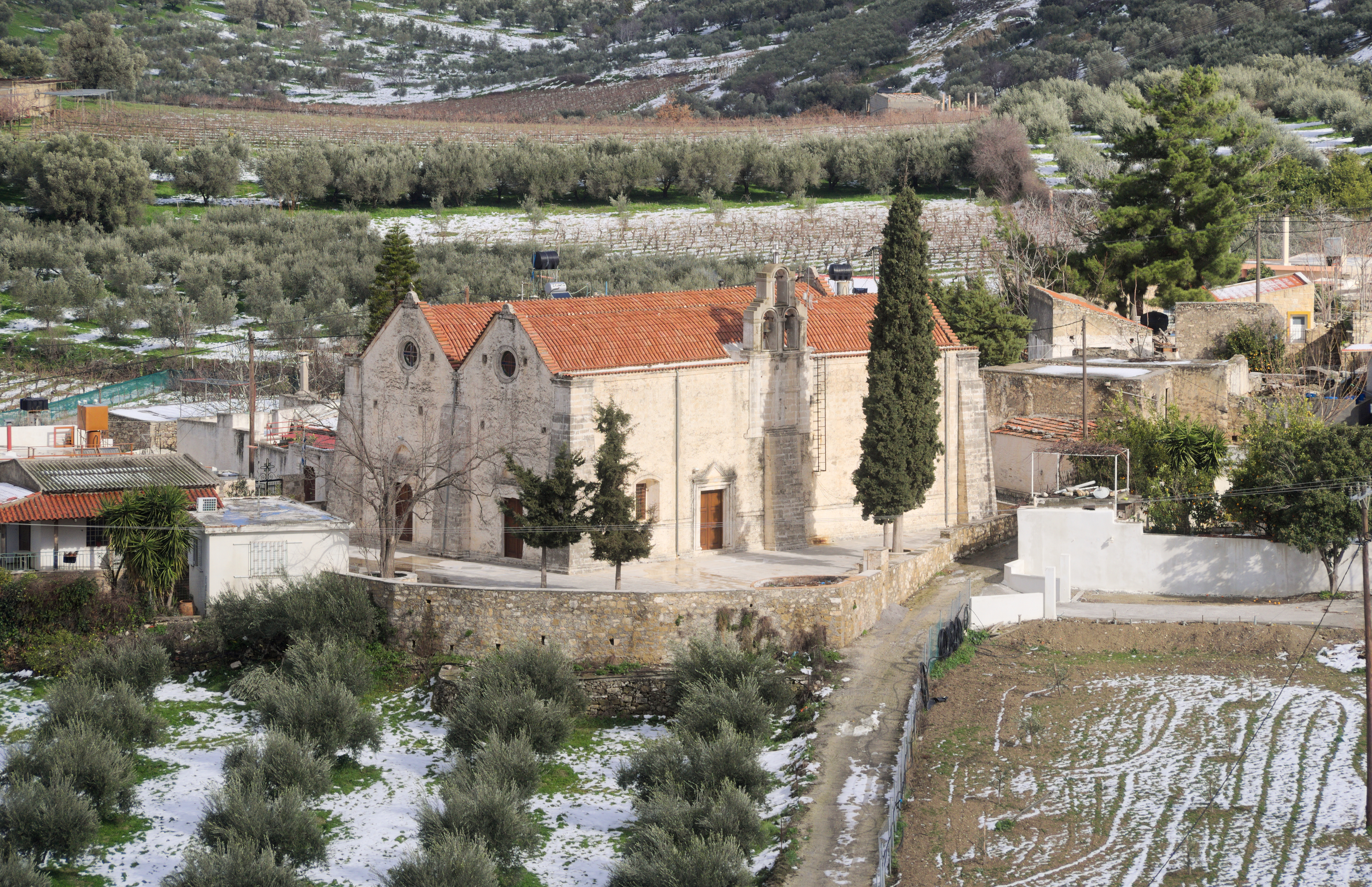
Kreta, 11. Jan.
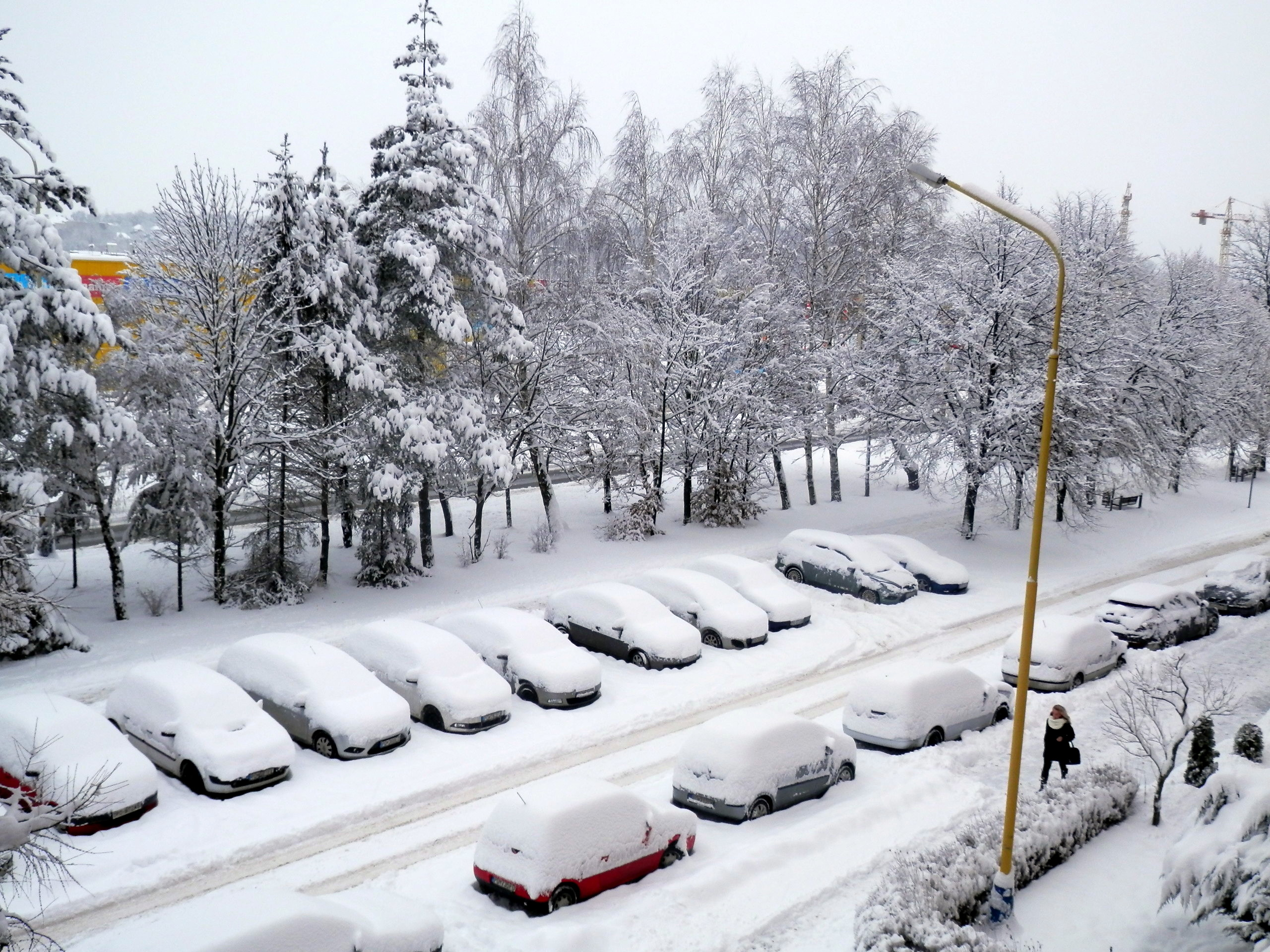
Prešov, Slowakei, 14. Jan.

Die tiefste Temperatur in Europa maß Kautokeino in Nordnorwegen mit −42,4 °C am 4. Januar. Aus Klin nordwestlich von Moskau wurden −35,9 °C gemeldet, Moskau verzeichnete mit −29,9 °C das kälteste (gregorianische) Neujahr (7. Januar) seit 1987, also 30 Jahren. Besonders tiefe Temperaturen wurden auch mit −35,2 °C in Oravská Lesná in den Karpaten in der Slowakei (8. Januar, dort die niedrigste seit 1985), und mit −34,6 °C im Böhmerwald in Tschechien gemessen, bis −33 °C in Serbien. In der Schweiz meldete Hintergräppelen im Alpstein −38,2 °C (Lage der Messstation in einer 44 Meter tiefen Mulde), die tiefste Temperatur, welche im Winter 2016/2017 in der Schweiz gemessen wurde. Auf der Glattalp (1858 m ü. M.) in den Schwyzer Alpen wurden −35 °C, in Campoluzzo im Veneto −31,8 °C, in La Brévine im Jura −29,9 °C (7. Januar), in Radstadt in Salzburg, in Reit im Winkl und Schorndorf in Bayern jeweils −26 °C gemessen. Insgesamt wurden in Zentraleuropa aber meist die Werte der langen Kältewelle 2012 nicht erreicht. Der Januarmonat als ganzes (die Welle 2012 folgte erst nach Mitte des Monats einem sehr milden Jahresanfang) war hier gebietsweise ebenfalls der kälteste seit 30 Jahren (1987), und im Bereich der zehn kältesten der letzten 150 Jahre.

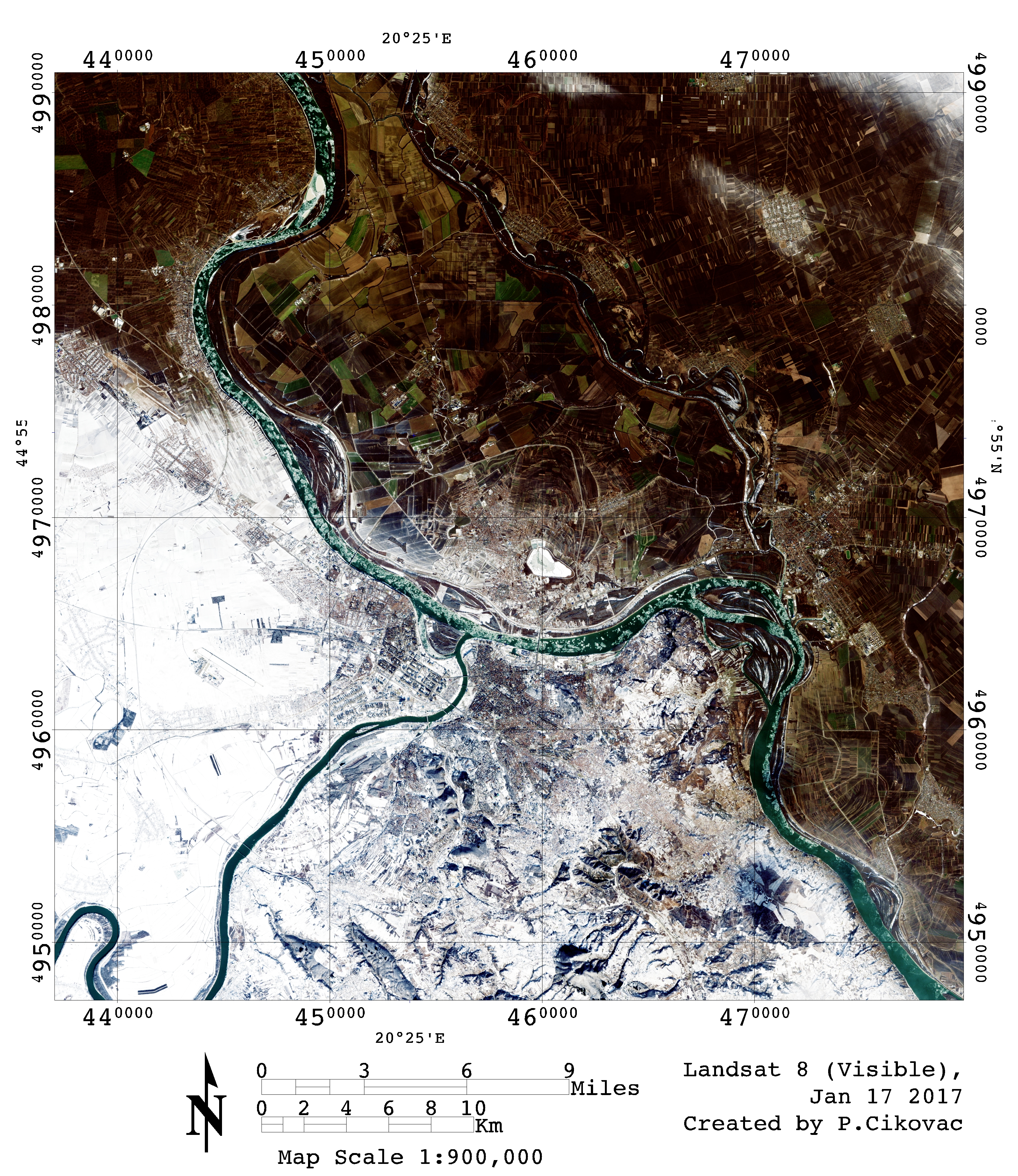
Zugefrorene Donau in Serbien, mit der Schneegrenze im subalpinen Westungarn und subkarpatischen Ostungarn (Landsat, 17. Jan.)

Besonders ungewöhnlich war der Vorstoß der Kälte insbesondere im östlichen Mittelmeerraum: Bulqiza in Südalbanien maß historische −22 °C, Vlora  und Durrës mit je −9 °C meldeten am 7. Januar die tiefsten je dort gemessenen Werte.
In Nordgriechenland sanken die Temperaturen bis unter −15 °C. Auch in Italien war es so kalt wie seit zwei Jahrzehnten nicht mehr, mit −5,7 °C in Neapel (7. Januar) als tiefstem Wert seit 1981.
In Lefkada am Peloponnes gab es den ersten Schnee seiner überlieferten Geschichte, auf den griechischen Inseln Othoni, Kefalonia, Meganisi und Zante den ersten seit Menschengedenken, der Schneefall erstreckte sich bis Kreta. In der spanischen Provinz Alicante schneite es das letzte Mal vor 90 Jahren. In Taormina auf Sizilien waren 10 cm am 7. Januar die höchste Schneedecke seit 1956. In Saranda in Albanien schneite es das erste Mal seit 32 Jahren wieder. In Sofia in Bulgarien fielen historische 25 Zentimeter Schnee. In Istanbul gab es den stärksten Schneefall seit etwa 30 Jahren. Auch die bis zu 25 cm Schnee im tunesisch-algerischen Grenzgebiet kommen nur selten vor, nachdem es im Saharaatlas schon vor Weihnachten nach 40 Jahren das erste Mal wieder geschneit hatte.
Dabei kamen auch große Niederschlagsmengen zusammen, insbesondere um den 18. Januar, so in Pescara in Mittelitalien 187 Liter pro Quadratmeter (mm) innert 72 Stunden und 131 l/m² in 48 h in Valencia. In den Berglagen des Abruzzischen Apennin sammelten sich in diesen Tagen bis 2 m Neuschnee.
Ursache für das Ausnahmeereignis war eine übermäßige Erwärmung des Nordpolraums und eine überstarke Schwingung des Jetstreams, die über Europa abwechselnd zu intensiven Nordströmungen respektive Südströmungen führte, die jeweils ungewöhnlich weit vordrangen.  Die Hochs führten zu einer Blockade, mit der die jeweiligen lokalen Großwetterlagen recht ortsstabil blieben. Durch die sich überschlagende Jet-Stream-Welle und Verwirbelung der Luftmassen kam es zu den kalten Ostwinden, und beispielsweise am 21. Januar zu der Situation, dass es in Island, Mittelskandinavien, Westfrankreich, um Gibraltar oder auf Kreta unter 0 °C hatte, über dem Schwarzen wie dem Weißen Meer unter −8 °C, aber im Nordseeraum wie in Ägypten um +4 °C. Das sind für nördliche Lagen jeweils ungewöhnlich milde, für südliche selten strenge Werte.
Spitzbergen (Svalbard) am Polarmeer meldete am 6. Februar +4,6 °C, und war zu der Zeit der wärmste Ort Norwegens – auch das ähnelte dem Kälteereignis 2012 (seinerzeit hatte Spitzbergen seine höchste je verzeichnete Wintertemperatur von +7 °C gemessen).
Eine Besonderheit waren auch die kreisenden Kaltlufttropfen, was zusätzlich zu großen Temperaturunterschieden auf kleinem Raum und Temperatursprüngen führte. Die um Ende Januar nach Vorderasien verschleppte Luft brachte 10 cm Schneefall am Jebel Jais auf der Halbinsel Musandam am Persischen Golf und noch nie verzeichnete +1,5 °C in Qatar (in Abu Samra am 4. Februar, davor +3,6 °C 1964).
Zeitgleich herrschte auch im nordpazifischen Raum eine ähnliche Lage mit massiven Blockierungen, mit −56,6 °C in Deljankir (bei Artyk) in Nordostsibirien am 4. Januar und Kälte und Winterstürmen in Nordamerika, und es kam auch zu einem massiven Kälteeinbruch in Indien.
Die Kältewellen dürften in Zusammenhang mit der abklingenden La-Niña-Phase stehen, deren Beginn in Europa den schweren Wintereinbruch Ende des vorhergehenden April gebracht hatte.

## Auswirkungen

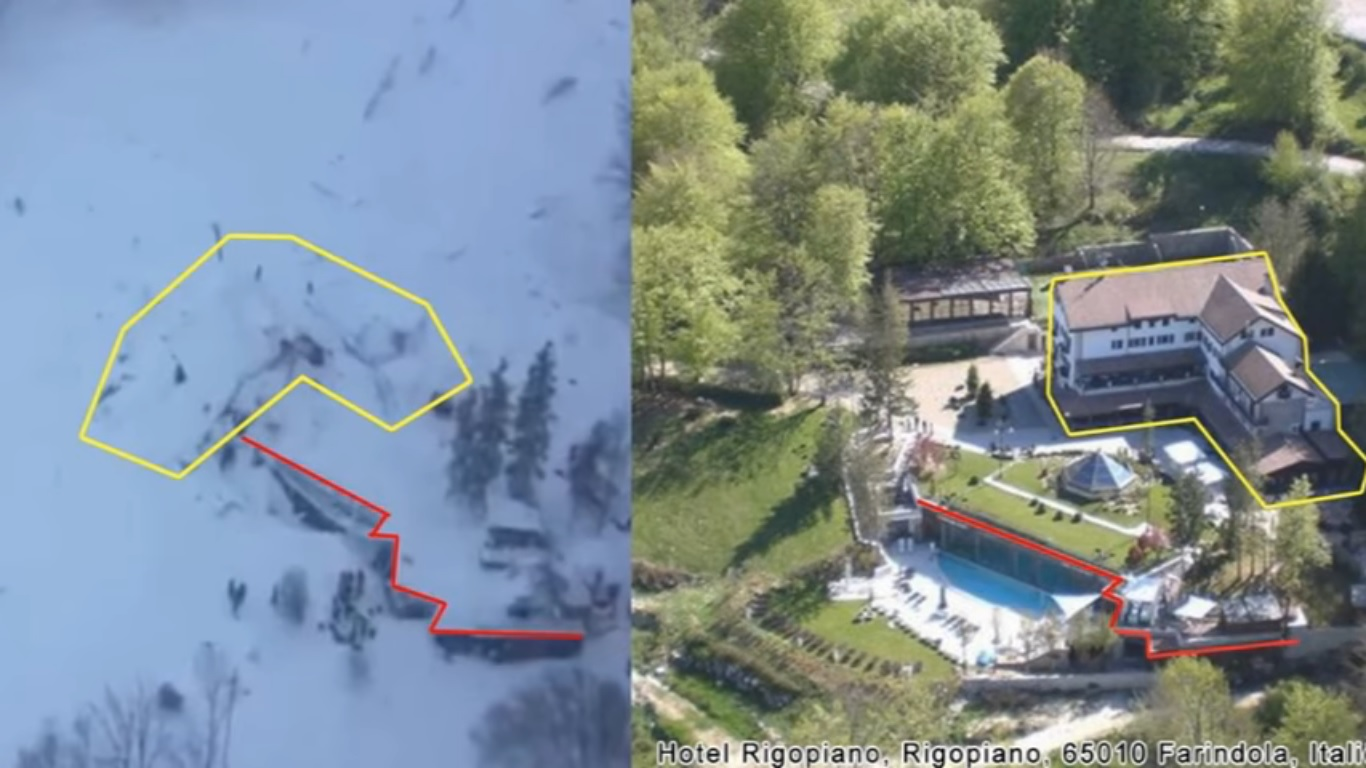
Hotel Rigopiano, nach und vor der Lawine des 18. Januar (Luftbilder TVSEI)

Die Folgen der Kältewelle erstreckten sich von Nordwestafrika über das Mittelmeergebiet bis in die Türkei und über das Baltikum bis tief nach Russland.

### Gesellschaftliche Auswirkungen
Es wurden europaweit insgesamt über 70 Kältetote (direkte Kälteopfer) gemeldet, unter anderem in Lettland, Belarus, der Ukraine, Polen, Tschechien, der Slowakei, Ungarn und Italien.
Betroffen waren auch Flüchtlinge der Massenströme seit 2015, auf der Balkanroute besonders in Serbien, auf den griechischen Inseln in den Auffanglagern der Ostägäis, wo beispielsweise die Lager auf Chios und Moria auf Lesbos eingeschneit waren. Hierbei geriet die griechische Regierung zum wiederholten Male in Kritik, weil die Lager trotz Förderungen durch die EU und auch entgegen der Wetterprognosen weder lang- noch kurzfristig abgesichert worden waren. Aus Südosteuropa wurden mehrere Erfrierungsopfer unter Flüchtlingen gemeldet.
Die Schneefälle in den italienischen Regionen Apulien, Kampanien und den Abruzzen trafen speziell die Erdbebenopfer vom Sommer und Herbst, wo es am 18. Januar zu weiteren mittelschweren Nachbeben der Serie kam. Am selben Tag ereignete sich auch ein schweres Lawinenunglück, das Berghotel Rigopiano bei Farindola im Gran-Sasso-Massiv wurde völlig verschüttet, mit 29 Opfern das schwerste Lawinenunglück in Italien seit 1916. Zu Evakuierungen wegen Lawinengefahr oder Erdrutsch kam es in der Gegend auch in Lama dei Peligni und Ortolano. Auch in den Alpen gab es mehrere Lawinenopfer.

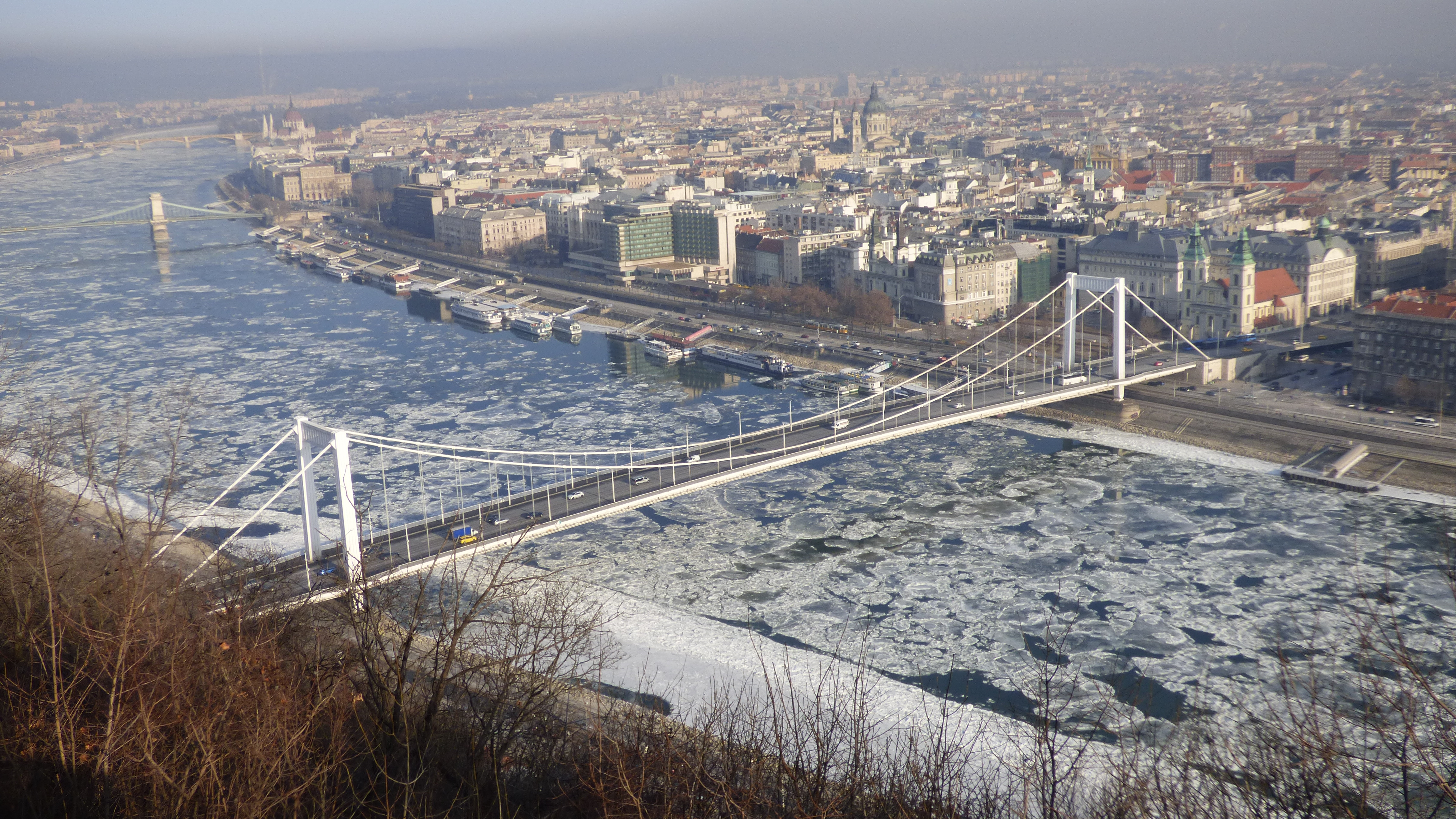
Treibeis auf der Donau in Budapest, 11. Januar

Stark betroffen war insbesondere auch der Zentralbalkan, wo sich abnorme Schneemengen ansammelten und gleichzeitig die großen Tieftemperaturen europaweit am längsten anhielten. Hier waren etliche Dörfer tagelang von der Außenwelt abgeschnitten. Die Schifffahrt auf Donau und Save wurde in weiten Bereichen eingestellt. In Istanbul brach am 10. Januar das Dach einer Moschee unter der Schneelast ein, mit einem Todesopfer. Am 14. Januar stürzte eine Sporthalle in Česká Třebová in Tschechien ein, vermutlich aus derselben Ursache.
Die Schneefälle mit Glatteis am Beginn der Kältewelle, um den 6.–8. des Monats, führten zu Verkehrsbehinderungen und einigen Massenkarambolagen, so in den Niederlanden und Nordrhein-Westfalen. Auch in Folge der zweiten Schneeperiode 15.–23. kam es europaweit zu umfangreichen Behinderungen, einigen schweren Verkehrsunfällen, in Spanien zu umfangreichem Stau etwa bei Valencia, und in Nordosttunesien und Nordwestalgerien zu zahlreichen Straßensperren. Eine weitere Unfallserie wurde durch den Eisregen vom 30./31. verursacht.
Die beiden Stürme Axel 3.–6. und Egon 12.–15. verursachten auch Schäden durch Fluten an der Nordsee, durch Windbruch, abgedeckte Dächer, Störungen in der Stromversorgung und Absagen im Flugverkehr.

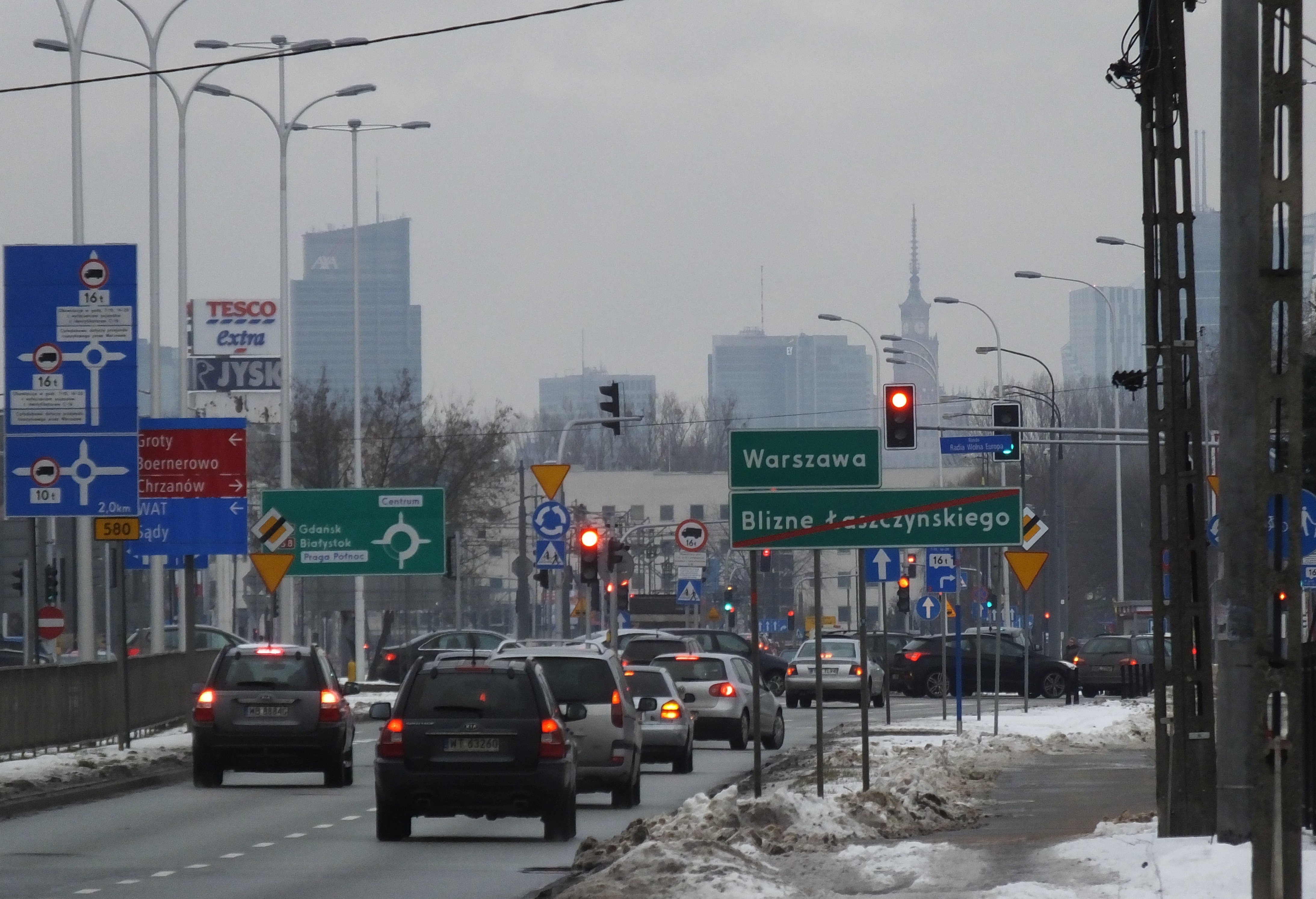
Smog in Warschau, 14. Januar

In Polen wurde besonders der Smog zum Problem, bei Kältewellen werden dort regelmäßig viele Hausöfen mit Koks betrieben. Hier gab es seit November neben etwa 50 Kältetoten auch über 20 Kohlenmonoxid-Vergiftungsopfer.

### Landwirtschaft
Der Schneefall in Süditalien brachte besonders die dortige Landwirtschaft mit ihren Winterkulturen in Bedrängnis. In Südspanien, wo in den schwersten Regenfällen seit 30 Jahren im Dezember (4. und 16.–19.) die Ernte weiträumig vernichtet wurde, wurde die Nachsaat durch Schneefall bis Murcia, der Hauptanbauregion europäischen Wintergemüses, beeinträchtigt. Dadurch erhöhten sich die Preise für Gemüse in Europa bis auf das Dreifache.

### Energiewirtschaft
Während der Kältewelle war die Energiewirtschaft Europas von Marktpreisschwankungen und Spekulationen betroffen. Frankreich, wo der Stromverbrauch bei Kältewellen durch die verbreiteten Elektroheizungen sehr hoch ist, musste, weil gerade mehrere Kernkraftwerke wegen Sicherheitsüberprüfungen nicht am Netz waren, und die Wasserkraftreserven nach dem extrem trockenen Dezember erschöpft, große Mengen Strom aus den umliegenden Staaten importieren. In Frankreich verteuerte sich die Megawattstunde kurzzeitig um knapp die Hälfte auf 90 Euro, in Deutschland und in Belgien (dort bis 110 €) erreichte der Strompreis ein neues Rekordhoch seit 2008. Auch in den östlichen Ländern erreichte der Strommarkt Rekordwerte, so mit über 130 € in Rumänien, wo sich der Preis seit Jahresbeginn verdoppelt hatte.
Durch Sturm Egon waren überdies zeitweise über 300.000 Haushalte in Frankreich ohne Strom, und durch die Schneemengen an die 100.000 in Italien, etwa 15.000 in Ungarn und viele weiter auch in der Balkanregion.